# Elezioni parlamentari in Giappone del 1980
Le elezioni parlamentari in Giappone del 1980 si tennero il 22 giugno per il rinnovo della Camera dei rappresentanti.
La campagna elettorale fu contrassegnata dalla morte del capo del governo, Masayoshi Ōhira, avvenuta il 12 giugno; le sue funzioni erano state assunte ad interim da Masayoshi Itō.
In seguito all'esito elettorale, Zenkō Suzuki, esponente del Partito Liberal Democratico, divenne Primo ministro; nel 1982 gli successe Yasuhiro Nakasone, espressione del medesimo partito.

## Risultati
| Liste                          | Voti       | %     | Seggi |
| ------------------------------ | ---------- | ----- | ----- |
| Partito Liberal Democratico    | 28 262 442 | 47,88 | 284   |
| Partito Socialista Giapponese  | 11 400 748 | 19,31 | 107   |
| Partito Comunista Giapponese   | 5 803 613  | 9,83  | 29    |
| Kōmeitō                        | 5 329 942  | 9,03  | 32    |
| Partito Democratico Socialista | 3 896 728  | 6,60  | 32    |
| Nuovo Club Liberale            | 1 766 396  | 2,99  | 12    |
| Shaminren                      | 402 832    | 0,68  | 3     |
| Altri                          | 109 168    | 0,18  | –     |
| Indipendenti                   | 2 056 967  | 3,48  | 11    |
| Totale                         | 59 028 836 | 100   | 511   |